# CALO (IA)
CALO fue un proyecto de inteligencia artificial que intentó integrar numerosas tecnologías de IA en un asistente cognitivo. CALO es un acrónimo de " Asistente Cognitivo que Aprende y Organiza ". El nombre se inspiró en la palabra latina "Calo" que significa "sirviente del soldado". El proyecto comenzó en mayo de 2003 y duró cinco años, finalizando en 2008. El esfuerzo de CALO ha tenido muchos efectos secundarios importantes, sobre todo el asistente de software inteligente Siri que ahora forma parte de Apple iOS desde iOS 5, que se entrega en varios teléfonos y tabletas; Social Kinetics, una aplicación social que aprendió estrategias personalizadas de intervención y tratamiento para pacientes con enfermedades crónicas, vendida a RedBrick Health ; el proyecto Trapit, que es un web scraper y agregador de noticias que realiza selecciones inteligentes de contenido web en función de las preferencias del usuario; Tempo AI, un calendario inteligente; Desti, una guía de viaje personalizada; y Kuato Studios, una startup de desarrollo de juegos.

CALO fue financiado por la Agencia de Proyectos de Investigación Avanzada de Defensa ( DARPA ) bajo su programa Asistente Personalizado que Aprende (PAL). El contrato de cinco años de DARPA reunió a más de 300 investigadores de 25 de las principales instituciones de investigación comercial y universitaria, con el objetivo de crear una nueva generación de asistentes cognitivos que puedan razonar, aprender de la experiencia, saber qué hacer, explicar lo que son haciendo, reflexionar sobre su experiencia y responder con firmeza a la sorpresa. SRI International fue el integrador líder responsable de coordinar el esfuerzo para producir un asistente que pueda vivir con sus usuarios y aprender de ellos, brindarles valor y luego aprobar una evaluación anual que mide qué tan bien el sistema ha aprendido a hacer su trabajo.

## Funciones
CALO asiste a su usuario con seis funciones de alto nivel:
1. Organización y priorización de la información : a medida que el usuario trabaja con correos electrónicos, citas, páginas web, archivos, etc., CALO utiliza algoritmos de aprendizaje automático para crear un modelo consultable de quién trabaja en qué proyectos, qué papel desempeñan, qué tan importantes son, cómo se relacionan los documentos y entregables con esto, etc.
2. Preparación de artefactos de información : CALO puede ayudar a su usuario a armar nuevos documentos, como presentaciones de PowerPoint, aprovechando el aprendizaje sobre la estructura y el contenido de documentos anteriores a los que se accedió en el pasado.[3]
3. Mediación de comunicaciones humanas : CALO brinda asistencia a medida que su usuario interactúa con otras personas, tanto en foros electrónicos (por ejemplo, correo electrónico) como en reuniones físicas. Si se le otorga acceso para participar en una reunión, CALO genera automáticamente una transcripción de la reunión, realiza un seguimiento de las asignaciones de elementos de acción, detecta los roles de los participantes, etc. CALO también puede armar un "PrepPak" para una reunión que contiene información para leer con anticipación o tener al alcance de la mano a medida que avanza la reunión.
4. Gestión de tareas : CALO puede automatizar tareas rutinarias para usted (por ejemplo, autorizaciones de viaje), y se le pueden enseñar nuevos procedimientos y tareas observando e interactuando con el usuario.
5. Programación y razonamiento a tiempo : CALO puede conocer sus preferencias para cuándo necesita hacer las cosas y ayudarlo a administrar su apretada agenda (PTIME publicado en ACM TIST).[4]
6. Asignación de recursos : como parte de la gestión de tareas, CALO puede aprender a adquirir nuevos recursos (servicios electrónicos y personas del mundo real) para ayudar a realizar un trabajo.

## Evaluación
Cada año, el sistema CALO, después de convivir con su usuario durante un período de tiempo, se somete a una prueba estilo logro de 153 preguntas de "asistente de administración", centradas principalmente en lo que ha aprendido sobre la vida del usuario. Los evaluadores miden qué tan bien mejora el desempeño de CALO en estas preguntas año tras año, y cuánto del desempeño de CALO se debe al "aprendizaje en la naturaleza" (nuevos conocimientos, tareas e inferencias que ha podido adquirir por sí mismo, como opuesto a la función o el conocimiento integrado en el sistema por un desarrollador).

## Estructura
SRI International hizo una colección de tecnologías exitosas de razonamiento y aprendizaje automático desarrolladas en el programa PAL, principalmente del proyecto CALO, disponible en línea. Las tecnologías disponibles incluyen métodos de aprendizaje de propósito general junto con aplicaciones de aprendizaje más enfocadas. El software PAL y las publicaciones relacionadas están disponibles en el sitio web de PAL Framework. Las capacidades de PAL se modularizaron, empaquetaron y adaptaron a los estándares de la industria para facilitar su incorporación en las aplicaciones de destino. Varios componentes de infraestructura y API están disponibles para simplificar la interacción con las tecnologías. Las capacidades PAL se integraron en el sistema de comando y control CPOF del Ejército de EE. UU . y se enviaron a Irak en 2010. Las tecnologías disponibles fueron desarrolladas por equipos de investigación de SRI International, Carnegie Mellon University, University of Massachusetts Amherst, University of Rochester, Institute for Human and Machine Cognition, Oregon State University, University of Southern California, Xerox PARC y Stanford University. .[cita requerida]

## Publicaciones Seleccionadas
En los primeros cuatro años del proyecto, la investigación financiada por CALO ha dado como resultado más de quinientas publicaciones en todos los campos de la inteligencia artificial. Aquí hay varios:
- Matthias Zimmermann, Yang Liu, Elizabeth Shriberg, and Andreas Stolcke (27 de noviembre de 2005). A* based joint segmentation and classification of dialog acts in multiparty meetings. «IEEE Workshop on Automatic Speech Recognition and Understanding, 2005». 2005 IEEE Workshop on Automatic Speech Recognition. pp. 215-219. ISBN 978-0-7803-9479-7. doi:10.1109/ASRU.2005.1566537.
- Melinda T. Gervasio, Michael D. Moffitt, Martha E. Pollack, Joseph M. Taylor, and Tomas E. Uribe (2005). «Active Preference Learning for Personalized Calendar Scheduling Assistance». Proceedings of the 2005 International Conference on Intelligent User Interfaces.
- T. Duong; H. Bui; D. Phung; S. Vekatesh (2005). «Activity recognition and abnormality detection with the switching hidden semi-Markov model». IEEE International Conference on Computer Vision and Pattern Recognition.
- Rachel Greenstadt; Jonathan P. Pearce; Milind Tambe (2006). Analysis of Privacy Loss in Distributed Constraint Optimization. AAAI.
- Nathan Schurr, Pradeep Varakantham, Emma Bowring, Milind Tambe, and Barbara Grosz. Asimovian Multiagents: Applying Laws of Robotics to Teams of Humans and Agents.
- David Morley and Karen Myers (2004). «Balancing Formal and Practical Concerns in Agent Design». Proceedings of AAAI Workshop on Intelligent Agent Architectures: Combining the Strengths of Software Engineering and Cognitive Systems.
- Gideon S. Mann; David Mimno; Andrew McCallum (11 de junio de 2006). Bibliometric Impact Measures Leveraging Topic Analysis. Joint Conference on Digital Libraries.
- Karen Myers (July 2006). «Building an Intelligent Personal Assistant». AAAI Invited Talk.
- Edward C. Kaiser (3 de abril de 2005). «Can Modeling Redundancy In Multimodal, Multi-party Tasks Support Dynamic Learning?». CHI 2005 Workshop: CHI Virtuality 2005.
- Vinay K. Chaudhri, Adam Cheyer, Richard Guili, Bill Jarrold, Karen Myers, and John Niekarasz (2006). «A Case Study in Engineering a Knowledge Base for an Intelligent Personal Assistant». Technical Report.
- A Cognitive Framework for Delegation to an Assistive User Agent, K. Myers and N. Yorke-Smith. Proceedings of AAAI 2005 Fall Symposium on Mixed-Initiative Problem Solving Assistants, Arlington, VA, November 2005.[9]
- Collective Multi-Label Classification, Nadia Ghamrawi and Andrew McCallum. CIKM’05, Bremen, Germany.[10]
- Composition of Conditional Random Fields for Transfer Learning, Charles Sutton and Andrew McCallum. Proceedings of HLT/EMNLP, 2005.[11]
- Deploying a Personalized Time Management Agent, P. Berry, K. Conley, M. Gervasio, B. Peintner, T. Uribe, and N. Yorke-Smith. Proceedings of the Fifth International Joint Conference on Autonomous Agents and Multi Agent Systems (AAMAS’06) Industrial Track, Hakodate, Japan, May 2006.[12]
- Design and Implementation of the CALO Query Manager, Jose-Luis Ambite, Vinay K. Chaudhri, Richard Fikes, Jessica Jenkins, Sunil Mishra, Maria Muslea, Tomas Uribe, Guizhen Yang. Innovative Applications of Artificial Intelligence, July 2006.[13]
- Fewer Clicks and Less Frustration: Reducing the Cost of Reaching the Right Folder, X. Bao, J.Herlocker, and T. Dietterich. 2006 International Conference on Intelligent User Interfaces. 178-185. Sydney, Australia.[14]
- Group and Topic Discovery from Relations and Text, Xuerui Wang, Natasha Mohanty, and Andrew McCallum. LinkKDD2005 August 21, 2005, Chicago, Illinois, USA.[15]
- Hierarchical Hidden Markov Models with General State Hierarchy, H. Bui, D. Phung, and S. Venkatesh. Proceedings of AAAI, 2004.[16]
- A Hybrid Learning System for Recognizing User Tasks from Desktop Activities and Email Messages, J. Shen, L. Li, T. Dietterich, and J. Herlocker. 2006 International Conference on Intelligent User Interfaces, 86-92. Sydney, Australia.[17]
- IRIS: Integrate. Relate. Infer. Share. Adam Cheyer, Jack Park, and Richard Giuli. Workshop on The Semantic Desktop - Next Generation Personal Information Management and Collaboration Infrastructure at the International Semantic Web Conference (ISWC2005). 6 November 2005, Galway, Ireland.[18]
- More Than Words Can Say: Using Prosody to Find Sentence Boundaries in Speech, Y. Liu and E. Shriberg (2006). 4th ASA/ASJ Joint Meeting Lay Language Papers. Popular version of paper IaSC2, 4th ASA/ASJ Joint Meeting, Honolulu, HI.[19]
- Multi-Conditional Learning: Generative/Discriminative Training for Clustering and Classification, Andrew McCallum, Chris Pal, Greg Druck, and Xuerui Wang. AAAI, 2006.[20]
- Multi-Criteria Evaluation in User-Centric Distributed Scheduling Agents, P.M. Berry, M. Gervasio, B. Peintner, T. Uribe, and N. Yorke-Smith. AAAI Spring Symposium on Distributed Plan and Schedule Management, Mar 2006.[21]
- Online Query Relaxation via Bayesian Causal Structures Discovery, Ion Muslea and Thomas J. Lee. Proceedings of the Twentieth National Conference on Artificial Intelligence (AAAI 2005), Pittsburgh, Pennsylvania, 2005.[22]
- Populating the Semantic Web, Kristina Lerman, Cenk Gazen, Steven Minton, and Craig A. Knoblock. Proceedings of the AAAI 2004 Workshop on Advances in Text Extraction and Mining, 2004.[23]
- A Portable Process Language, Peter E. Clark, David Morley, Vinay K. Chaudhri, and Karen L. Myers. In Workshop on the Role of Ontologies in Planning and Scheduling, Monterey, CA; June 7, 2005.[24]
- A Probabilistic Model of Redundancy in Information Extraction, D. Downey, O. Etzioni, and S. Soderland.[25]
- Recovery from Interruptions: Knowledge Workers? Strategies, Failures and Envisioned Solutions, Simone Stumpf, Margaret Burnett, Thomas G. Dietterich, Kevin Johnsrude, Jonathan Herlocker, and Vidya Rajaram.  Institution: Oregon State University Corvallis, OR[26]
- Semi-Supervised Text Classification Using EM, Kamal Nigam, Andrew McCallum, and Tom M. Mitchell.[27]
- Skeletons in the Parser: Using Shallow Parsing to Improve Deep Parsing, M. Swift, J. Allen, and D. Gildea.[28]
- The SPARK Agent Framework, David Morley and, Karen Myers. Proceedings of the Third Int. Joint Conf. on Autonomous Agents and Multi-Agent Systems (AAMAS-04), New York, NY, pp. 712–719, July 2004.[29]
- Speaker Overlaps and ASR Errors in Meetings: Effects Before, During, and After the Overlap, Ozgur Cetin and Elizabeth Shriberg. Proceedings of the IEEE ICASSP, Toulouse, 2006[30]
- Task Management under Change and Uncertainty: Constraint Solving Experience with the CALO Project, P. Berry, K. Myers, T. Uribe, and N. Yorke-Smith. Proceedings of CP'05 Workshop on Constraint Solving under Change and Uncertainty, Sitges, Spain, October 2005.[31]
- Temporal Planning with Preferences and Probabilities, R. Morris, P. Morris, Khatib, L. and N. Yorke-Smith. Proceedings of ICAPS'05 Workshop on Constraint Programming for Planning and Scheduling, Monterey, CA, June 2005.[32]
- To Transfer or Not to Transfer, M. T. Rosenstein, Z. Marx, L. P. Kaelbling, and T. G. Dietterich. NIPS 2005 Workshop on Transfer Learning, Whistler, BC.[33]
- Transfer Learning with an Ensemble of Background Tasks, Z. Marx, M. T. Rosenstein, L. P. Kaelbling, and T. G. Dietterich. NIPS 2005 Workshop on Transfer Learning, Whistler, BC.[34]
- User Initiated Learning for Adaptive Interfaces, K. Judah, T. Dietterich, A. Fern, J. Irvine, M. Slater, P. Tadepalli, M. Gervasio, C. Ellwood, B. Jarrold, O. Brdiczka, J. Blythe. IJCAI Workshop on Intelligence and Interaction, Pasadena, CA. July 13, 2009.[35]